# Liste der Biografien/Bouz
Liste der Biografien |
Portal Biografien |
Personensuche
# |
A |
B |
C |
D |
E |
F |
G |
H |
I |
J |
K |
L |
M |
N |
O |
P |
Q |
R |
S |
T |
U |
V |
W |
X |
Y |
Z |
?
 
Ba |
Be |
Bd |
Bg |
Bh |
Bi |
Bj |
Bl |
Bm |
Bn |
Bo |
Br |
Bs |
Bu |
Bw |
By |
Bz
 
Boa–Boc |
Bod |
Boe |
Bof |
Bog |
Boh |
Boi–Bok |
Bol |
Bom |
Bon |
Boo |
Bop |
Boq |
Bor |
Bos |
Bot |
Bou |
Bov–Boz
 
Boua |
Boub |
Bouc |
Boud |
Boue |
Bouf |
Boug |
Bouh |
Boui |
Bouj |
Bouk |
Boul |
Boum |
Boun |
Boup |
Bouq |
Bour |
Bous |
Bout |
Bouu |
Bouv |
Bouw |
Boux |
Bouy |
Bouz
Die Liste der Biografien führt alle Personen auf, die in der deutschsprachigen Wikipedia einen Artikel haben. Dieses ist eine Teilliste mit 24 Einträgen von Personen, deren Namen mit den Buchstaben „Bouz“ beginnt.

## Bouz
- Bouz, John (* 1983), kanadischer Komponist, Organist und Pianist

### Bouza
- Bouza, Fadwa al (* 1990), syrische Leichtathletin
- Bouza, Willian (* 1961), uruguayischer Judoka und Ringer
- Bouzanis, Dean (* 1990), australisch-griechischer Fußballtorhüter
- Bouzas Maneiro, Jéssica (* 2002), spanische Tennisspielerin
- Bouzat, Cecilia (* 1961), argentinische Biochemikerin und Neuropharmakologin
- Bouzayani, Marwa (* 1997), tunesische Hindernisläuferin
- Bouzazi, Imed (* 1992), französischer Fußballspieler

### Bouze
- Bouzebra, Zouina (* 1990), algerische Hammerwerferin
- Bouzek, Vladimír (1920–2006), tschechischer Eishockeytrainer
- Bouzes, General

### Bouzi
- Bouziane, Chiara (* 1997), deutsche Fußballspielerin
- Bouziane, Mounir (* 1991), französischer Fußballspieler
- Bouziane, Sid-Ahmed (* 1983), französischer Fußballspieler
- Bouzid, Ismaël (* 1983), algerischer Fußballspieler
- Bouzid, Leyla (* 1984), tunesische Filmregisseurin und Drehbuchautorin
- Bouzid, Nouri (* 1945), tunesischer Filmregisseur und Drehbuchautor
- Bouzige, Moerani (* 1999), australischer Tennisspieler
- Bouzignac, Guillaume, französischer Chorleiter und Komponist

### Bouzk
- Bouzková, Marie (* 1998), tschechische TennisspielerinMarie Bouzková (* 1998)

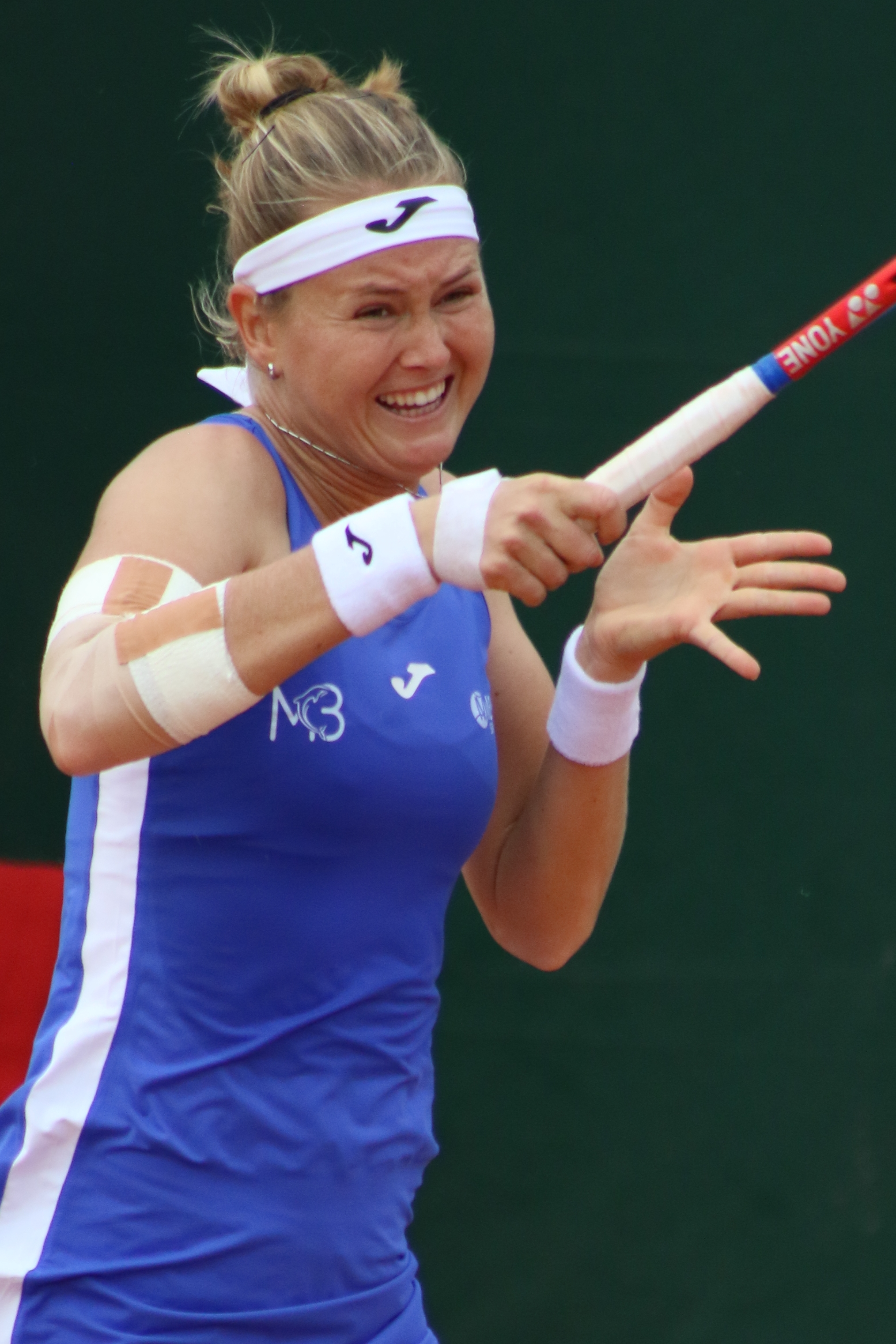
Marie Bouzková (* 1998)

### Bouzo
- Bouzo Zanotti, Noelia (* 1999), spanische Tennisspielerin
- Bouzón, Iago (* 1983), spanischer Fußballspieler
- Bouzou, Joël (* 1955), französischer Moderner Fünfkämpfer
- Bouzoukis, Ioannis (* 1998), griechischer Fußballspieler